# Decaspermum neoebudicum
Decaspermum neoebudicum är en myrtenväxtart som beskrevs av André Guillaumin. Decaspermum neoebudicum ingår i släktet Decaspermum och familjen myrtenväxter.
Artens utbredningsområde är Vanuatu. Inga underarter finns listade i Catalogue of Life.